# Thorncrown Chapel
Thorncrown Chapel ist eine Kapelle in Eureka Springs im US-amerikanischen Bundesstaat Arkansas. Sie wurde vom Architekt E. Fay Jones entworfen und 1980 fertiggestellt.
Die Kapelle liegt westlich der Ortschaft Eureka Springs auf einem Hügel der Ozarks mitten im Wald. Jim Reed, der Besitzer des Grundstücks, plante in den Siebzigern einen Andachtsort für Reisende und Ausflügler zu errichten. Dazu beauftragte er den Architekten E. Fay Jones. Der Bau begann am 23. März 1979 und am 10. Juli 1980 wurde die Kapelle eröffnet.
Die Thorncrown Chapel erhebt sich als leichte Holzrahmenkonstruktion über einem Steinboden 14,63 Meter in die Höhe. Die Zwischenräume an den Wänden ergeben 425 Fenster, die mit über 550 Quadratmeter Glas gefüllt sind. 1989 wurde neben der Kapelle das ebenfalls von Jones entworfene und auf 300 Personen ausgerichtete Thorncrown Worship Center eröffnet.
Die Thorncrown Chapel wurde zu einem beliebten Ausflugsziel und Veranstaltungsort, vor allem für Hochzeiten. Das Gebäude gewann diverse Preise, so den AIA Arkansas Design Award und den AIA Gulf States Region Award for Excellence im Jahr 1980, den American Wood Council First Honor Award im Jahr 1981 und im Jahr 2006 den Twenty-five Year Award der AIA. Das Worship Center wurde im Jahr 1991 mit dem American Wood Council Merit Award ausgezeichnet. Am 28. April 2000 wurde die Kapelle ins National Register of Historic Places aufgenommen.